# Cinema Bizarre
Cinema Bizarre — німецький гурт, берлінська Visual Kei п'ятірка. Їм визначає: незвичайний імідж, вибухові шоу і гламур кіно — все це пов'язано з саундом, який не залишається непоміченим. Спочатку і на першому місці — тільки музика. Глем, нью-вейв, електро, нью-романтик, рок. Це заміс всіх даних стилів і навіть більше. Як пояснює Страйфі, вокаліст: «Наш саунд схожий на великий феєрверк — музичний і емоційний. Ми хочемо зачарувати людей і показати їм інший світ — світ наших пісень». У 2010 році гурт оголосив, що йде на перерву.

## Кар'єра
Страйфі, Кіро, Ю, Шин і Люмінор знайшли один одного в інтернеті — спочатку обмін листами, потім — взаємна любов до Visual Kei — японської молодіжній культурі, де все побудовано на індивідуальності, саморозвитку, бунті, способі виразити себе, природному зв'язку. Як каже басист Кіро: «Кожен з нас був захоплений Visual Kei, і це також частина нас як групи, ми робимо кроки вперед, робимо щось своє». Вони зустрілися на Манга\Аніме Конвенції і трохи пізніше уклали контракт з рекорд-лейблом.
А потім був альбом — Final Attraction. Збірник пісень, що відображає індивідуальність кожного з саундом Cinema Bizarre. Альбом тримався в десятці найкращих з самого початку (як і сингл «Lovesongs (They Kill Me)») і до кінця 2008 року. Відео «Lovesongs (They Kill Me)» було переглянуто близько мільйона разів на YouTube. Наступний синґл — «Forever Or Never» — показав такі ж результати — 100 000 переглядів за 1 тиждень.
І це завдячуючи інтернету вони злетіли на саму вершину. Форуми та сайти про групу є по всьому світу. Їх імідж і їх звучання були зустрінуті як оазис в музичній пустелі. Близько 10 000 людей відвідують сайти щодня, щоб дізнатися новини про групу.
Цей інтерес і пристрасть дійшла до Малькольма Макларена, який запропонував писати пісні для групи, і до Depeche Mode, які дали дозвіл використовувати їх семпл з хіта «Everything Counts» для «Escape to the Stars».
І це, долучивши зростаючої армії шанувальників Cinema Bizarre по всьому світу, обіцяло незвичайний успіх для незвичайної групи. Реліз Final Attraction був подібний Першій Любові для кожного, хто його чув, — так описували його фанати.
«Final Attraction Tour» 2008 — квитки були повністю розпродані, тисячі фанатів із Європи та східної її частини довели, що Cinema Bizarre на правильному і успішному шляху.
На початку 2009 року групу офіційно залишив Люмінор, незабаром після цього його місце зайняв Ромео.
Новий рік розпочався з ще однією віхи — в січні 2009 року група отримала нагороду в номінації European Border Breaker Award — за самий продаваний дебютний альбом німецької групи в Європі.
Група закінчила роботу над другим альбомом Toyz, реліз якого був запланований на 21 серпня 2009 року. 7 серпня вийшов сингл «I Came 2 Party», записаний із діджеєм Space Cowboy. А 27 листопада вийшов відеокліп на пісню «My Obsession».
21 січня 2010-го група офіційно заявила про паузу у своїй музичній діяльності.

## Учасники гурту
- Strify/Страйфі (20 серпня 1988) — вокаліст
- Kiro/Кіро (11 січня 1988) — бас-гітарист.
- Yu/Ю (29 грудня 1988) — гітарист.
- Shin/Шин (12 грудня 1989) — барабанщик
- Romeo/Ромео (4 серпня 1988) — клавішник

### Колишні учасники
- Luminor/Люмінор (22 березня 1985) — клавішник, бек-вокаліст

## Дискографія

### Альбоми
| Рік  | Назва                                                                                        | Пікові позиції у чартах | Пікові позиції у чартах | Пікові позиції у чартах | Пікові позиції у чартах | Пікові позиції у чартах | Сертифікації (продажі)             |
| Рік  | Назва                                                                                        | GER                     | AUT                     | FRA                     | IT                      | NET                     | Сертифікації (продажі)             |
| ---- | -------------------------------------------------------------------------------------------- | ----------------------- | ----------------------- | ----------------------- | ----------------------- | ----------------------- | ---------------------------------- |
| 2007 | Final Attraction - Дебютний студійний альбом - Реліз: 12 жовтня 2007 - Лейбл: Island Records | 9                       | 28                      | 24                      | 48                      | —                       | - Росія: Золото - Продажі: 500 000 |
| 2009 | ToyZ - Другий студійний альбом - Реліз: 21 серпня 2009 - Лейбл: Island Records               | 24                      | 44                      | 54                      | 31                      | 94                      | Н/Д                                |
| 2009 | BANG!1 - Дебютний альбом у США - Реліз: 25 серпня 2009 - Лейбл: Cherrytree Records           | —                       | —                       | —                       | —                       | —                       | Н/Д                                |

1: released only in Canada and the U.S.

### Сингли
| Рік  | Назва                      | Пікові позиції у чартах | Пікові позиції у чартах | Пікові позиції у чартах | Пікові позиції у чартах | Альбом           |
| Рік  | Назва                      | GER                     | AUT                     | FRA                     | EU                      | Альбом           |
| ---- | -------------------------- | ----------------------- | ----------------------- | ----------------------- | ----------------------- | ---------------- |
| 2007 | «Lovesongs (They Kill Me)» | 9                       | 32                      | 28                      | 35                      | Final Attraction |
| 2007 | «Escape to the Stars»      | 36                      | 61                      | —                       | —                       | Final Attraction |
| 2008 | «Forever or Never»         | 44                      | 71                      | —                       | —                       | Final Attraction |
| 2009 | «I Came 2 Party»           | 32                      | 71                      | —                       | —                       | ToyZ та BANG!    |
| 2009 | «My Obsession»             | —                       | —                       | —                       | —                       | ToyZ та BANG!    |